# Mizuki Matsuda
Mizuki Matsuda (jap. 松田 瑞生, Matsuda Mizuki; * 31. Mai 1995 in Oriono) ist eine japanische Leichtathletin, die sich auf den Langstreckenlauf spezialisiert.

## Sportliche Laufbahn
Erste internationale Erfahrungen sammelte Mizuki Matsuda bei den Halbmarathon-Weltmeisterschaften 2016 in Cardiff, bei denen sie nach 1:11:00 h auf den 17. Platz gelangte. Zudem sicherte sie sich in der Teamwertung die Bronzemedaille hinter Kenia und Äthiopien. Im Jahr darauf gewann sie bei den Asienmeisterschaften in Bhubaneswar in 32:46,61 min die Bronzemedaille im 10.000-Meter-Lauf hinter der Kirgisin Darja Maslowa und ihrer Landsfrau Yūka Hori und anschließend gelangte sie bei den Weltmeisterschaften in London mit 31:59,54 min auf Rang 19. 2020 siegte sie in 2:21:47 h beim Osaka Women’s Marathon und im Jahr darauf in 2:21:51 h beim Nagoya Women’s Marathon. 2022 siegte sie in 2:20:52 h erneut in Osaka und gelangte im Sommer bei den Weltmeisterschaften in Eugene mit 2:23:49 min auf den neunten Platz im Marathonlauf. Im Jahr darauf wurde sie bei den Weltmeisterschaften in Budapest in 2:29:15 h 13.
In den Jahren 2017 und 2018 wurde Matsuda japanische Meisterin im 10.000-Meter-Lauf.

## Persönliche Bestleistungen
- 5000 Meter: 15:46,40 min, 23. Mai 2016 in Osaka
- 10.000 Meter: 31:39,41 min, 23. Juni 2017 in Osaka
- Halbmarathon: 1:08:32 h, 5. Mai 2021 in Sapporo
- Marathon: 2:20:42 h, 29. September 2024 in Berlin